# 추형진

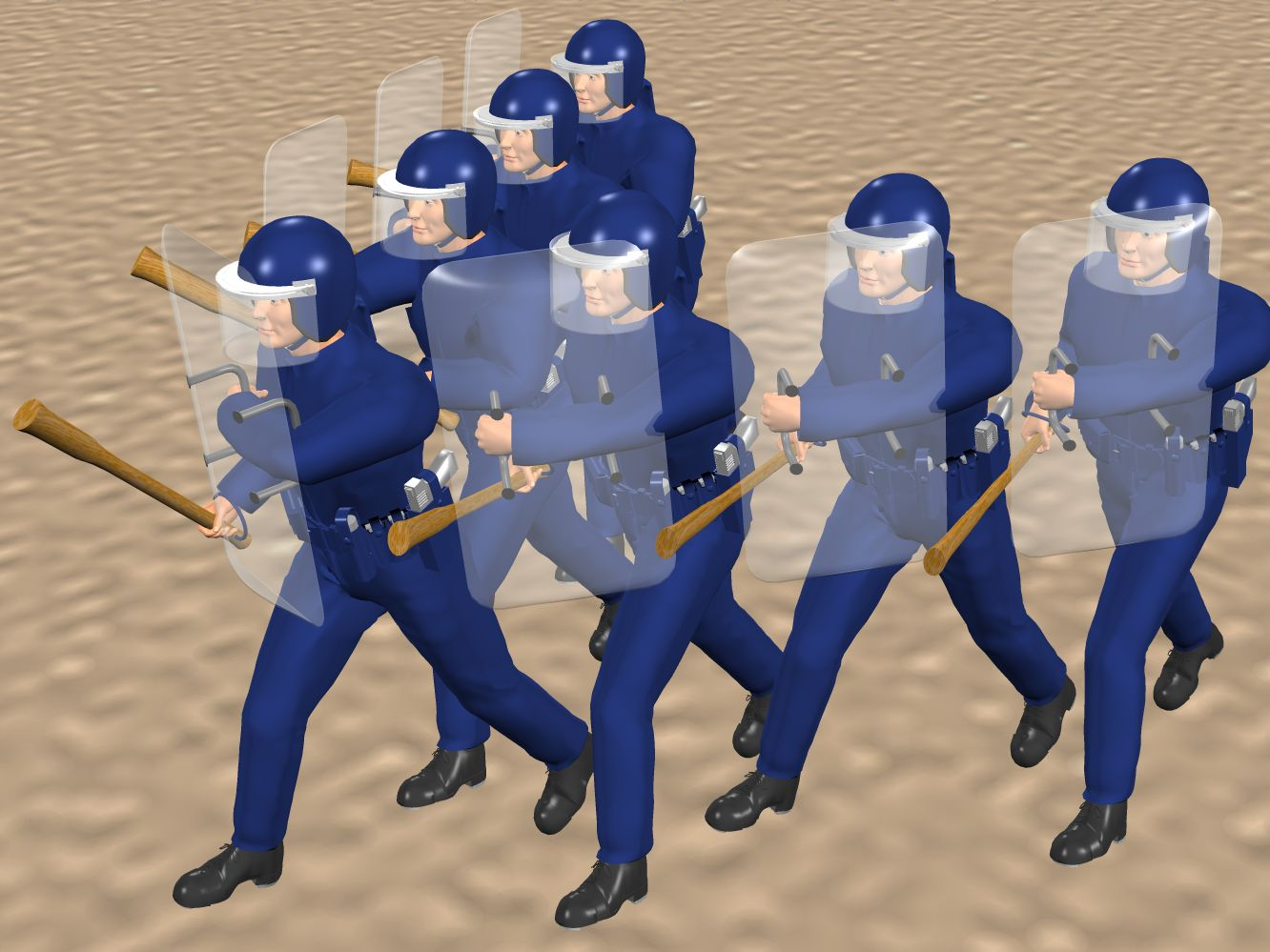

추형진(錐形陣, 영어: wedge formation)은 전방이 뾰족한 삼각형 모양의 진형이다. 적을 향해 내려꽂히는 쐐기의 형상을 가진다. 추형진은 고대로부터 보병이 적의 전선을 돌파하는 데 있어 기본적인 전술이었고, 중세를 거쳐 근현대의 기갑돌격전이나 폭동진압에 이르기까지 활용되고 있다.